# Fred Blaney
Frederic Blaney (* 14. listopadu 1955 Sudbury) je bývalý kanadský zápasník – judista.

## Sportovní kariéra
S judem začal v 18 letech ve Frederictonu při studiích stavebního inženýrství na University of New Brunswick. Po skončení studií v roce 1978 se dostal do tréninkové skupiny Yoshia Sendy v Lethbridge ve státě Alberta. V kanadské mužské reprezentaci se prosazoval od roku 1981 v těžké váze nad 95 kg. Po většinu byl v pozadí za winnipegským Markem Bergerem a startoval v kategorii bez rozdílu vah. V roce 1984 startoval při derniéře této kategorie na olympijských hrách v Los Angeles, kde prohrál ve druhém kole na body (wazari) s Číňanem Sü Kuo-čchingem. Sportovní kariéru ukončil v roce 1988. Věnuje se trenérské práci.

## Výsledky v judu

### Váhové kategorie
| Turnaj                  | 1982       | 1983       | 1984       | 1985       | 1986       | 1987       |
| Turnaj                  | 27         | 28         | 29         | 30         | 31         | 32         |
| Turnaj                  | těžká váha | těžká váha | těžká váha | těžká váha | těžká váha | těžká váha |
| ----------------------- | ---------- | ---------- | ---------- | ---------- | ---------- | ---------- |
| Olympijské hry          |            |            | —          |            |            |            |
| Mistrovství světa       |            | —          |            | —          |            | úč.        |
| Panamerické hry         |            | —          |            |            |            | 3.         |
| Panamerické mistrovství | 1.         |            | ?          | —          | —          |            |

### Bez rozdílu vah
| Turnaj                  | 1982 | 1983 | 1984 | 1985 | 1986 | 1987 |
| Turnaj                  | 27   | 28   | 29   | 30   | 31   | 32   |
| ----------------------- | ---- | ---- | ---- | ---- | ---- | ---- |
| Olympijské hry          |      |      | úč.  |      |      |      |
| Mistrovství světa       |      | úč.  |      | úč.  |      | úč.  |
| Panamerické hry         |      | 2.   |      |      |      | 3.   |
| Panamerické mistrovství | ?    |      | ?    | —    | ?    |      |